# Edwin John Penton
Edwin John Penton (* Southampton 1834 , + 4 de noviembre de 1888 en Southampton) fue un artesano carpintero inglés que llegó a Chile en el viaje inaugural de la fragata blindada Cochrane en diciembre de 1874 y fue contratado por la Armada de Chile como constructor e inspector naval para continuar sirviendo en la fragata. Participó en la guerra del Pacífico y regresó a Inglaterra tras sus servicios en Chile.
Escribió sus memorias que fueron transcritas por Roger D. Clark y traducidas por Andrés Contador Zelada y republicadas en Chile en 2017 por la Corporación Patrimonio Marítimo de Chile.